# Google Search Appliance

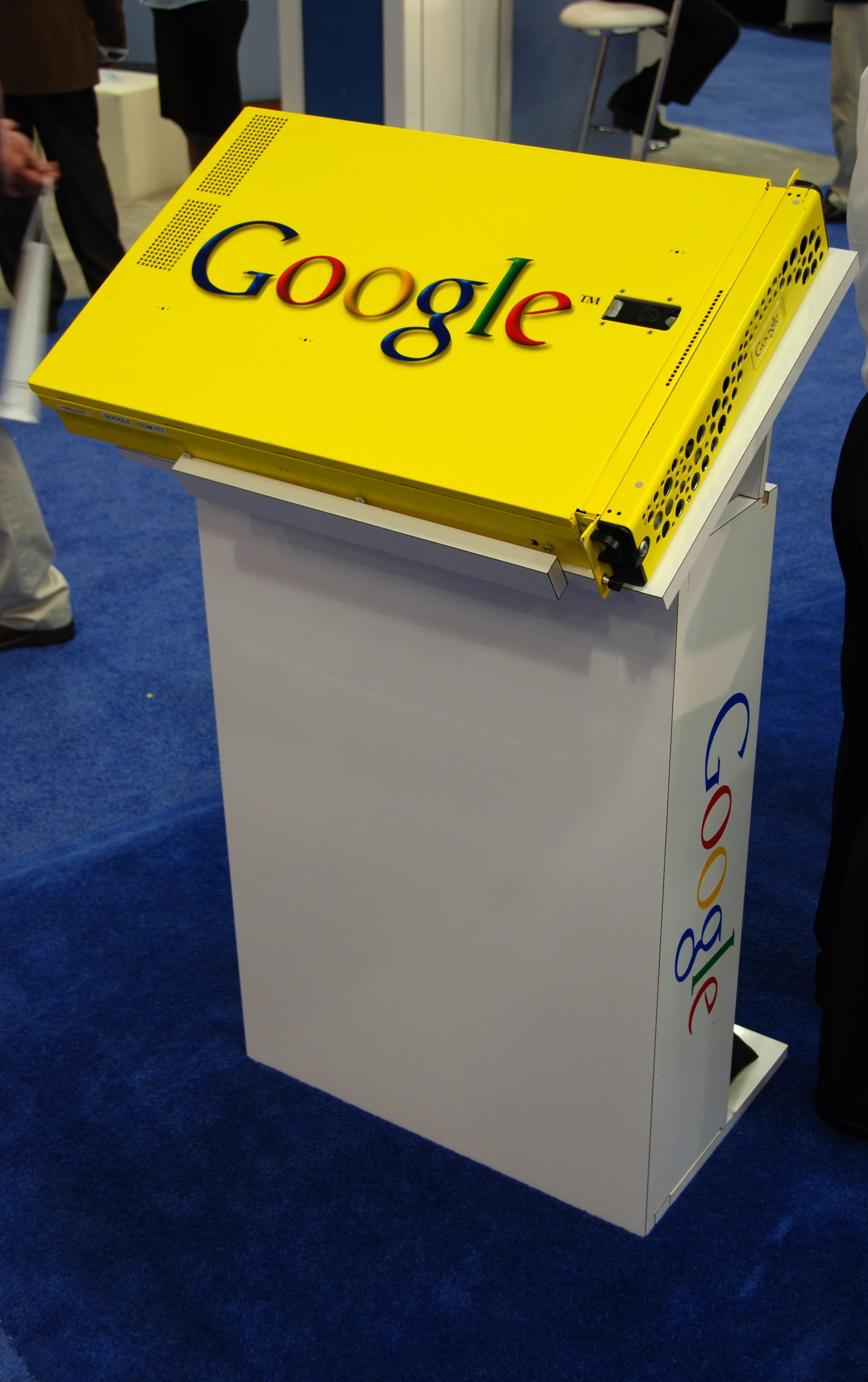
Google Appliance auf der „RSA Expo 2008“ in San Francisco

Das US-amerikanische Unternehmen Google Inc. verkauft unter dem Namen Google Search Appliance seine Suchtechnik an Unternehmen, die sie in deren Intranet einsetzen können. Bei der Search Appliance handelt es sich um einen Server mit vorinstallierter Software, der im unternehmenseigenen Netz dieselbe Aufgabe übernimmt, die Google für das Internet leistet. Dokumente werden im Index, dessen Größe je nach Servermodell variiert (bis zu 100 Millionen), vorgehalten und Suchanfragen beantwortet.

## Geschichte
Google Search Appliance Produkte werden ab 2017 nicht mehr verkauft, und vorhandene Lizenzen sollen dann nur noch um ein Jahr verlängert werden. Im Jahr 2019 wird das Produkt komplett eingestellt.

## Google Mini
Google Mini war ein bis 2012 von Google Inc. verkaufter Server, der für den Einsatz in Büros und kleinen Firmen konzipiert war. Dieser konnte bis zu 300.000 Dokumente im Index speichern. Der Server erfüllte primär die Funktion einer Suchmaschine und war als Hardware-Rack zur Integration in die Server der Firmen gedacht.